# 海军码头
海军码头（Navy Pier）是一个长3,300-英尺（1,010-）的码头，位于芝加哥近北区的密歇根湖湖畔。它建于1914-1916年，耗资450万美元。它是由建筑师和城市规划师丹尼尔·伯纳姆和他的同事制定的芝加哥规划的一部分。海军码头规划作为公共基础设施的多种用途。其主要用途为货运设施，以及上下码头的仓库。但是，海军码头也设计为短途客轮的停靠地点。在前空调时代，码头的一部分，尤其是其尖端，设计为一个清凉的地点，用于公众集会和娱乐。对接的海军码头甚至有自己的电车。今天，海军码头是芝加哥的头号旅游景点。